# Heat Shield Rock

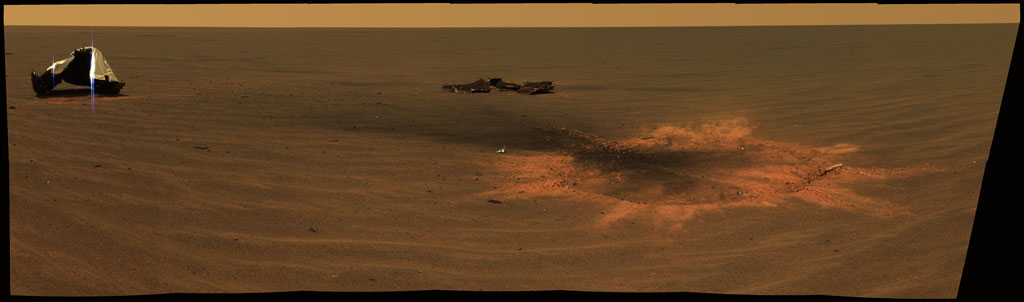
Escudo térmico do Opportunity.

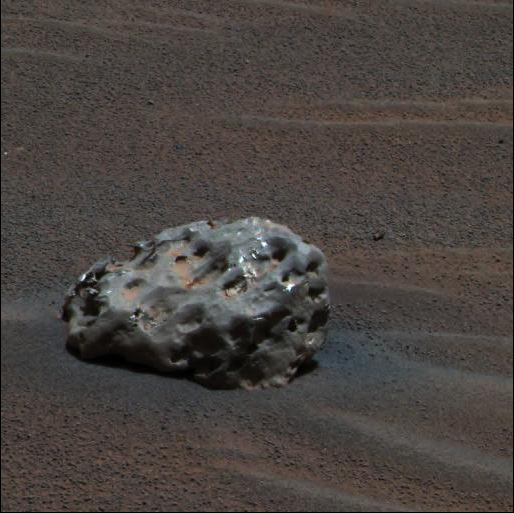
Heat Shield Rock em Meridiani Planum.

Heat Shield Rock é um meteorito de ferro e níquel do tamanho de uma bola de basquete encontrado em Marte pelo Mars rover Opportunity em janeiro de 2005.  O meteorito foi formalmente nomeado meteorito de Meridiani Planum pela Meteoritical Society em outubro de 2005 (meteoritos sempre são nomeados em referência aos locais em que são encontrados).
No 347 dia de Marte, ou no dia 14 de Janeiro de 2005, depois de sair da cratera Endurance e seguir em direção sul, o veículo explorador Opportunity tirou várias fotos dos destroços de seu escudo protetor térmico-mecânico, que está situado no canto esquerdo da imagem abaixo. Parte de outros destroços se encontram no meio da foto. No lado direto da imagem, o ponto de impacto do escudo térmico. 
Trata-se de uma região plana que fica entre a grande cratera Endurance e a pequena cratera Argo.
Na imagem abaixo, a foto de um meteorito que estava próximo aos destroços do Opportunity. A rocha, do tamanho de uma bola de futebol, foi denominada de "Heat Shield Rock," a qual o Opportunity inspecionou e na qual identificou ferro e níquel como elementos componentes do meteorito.

## Galeria

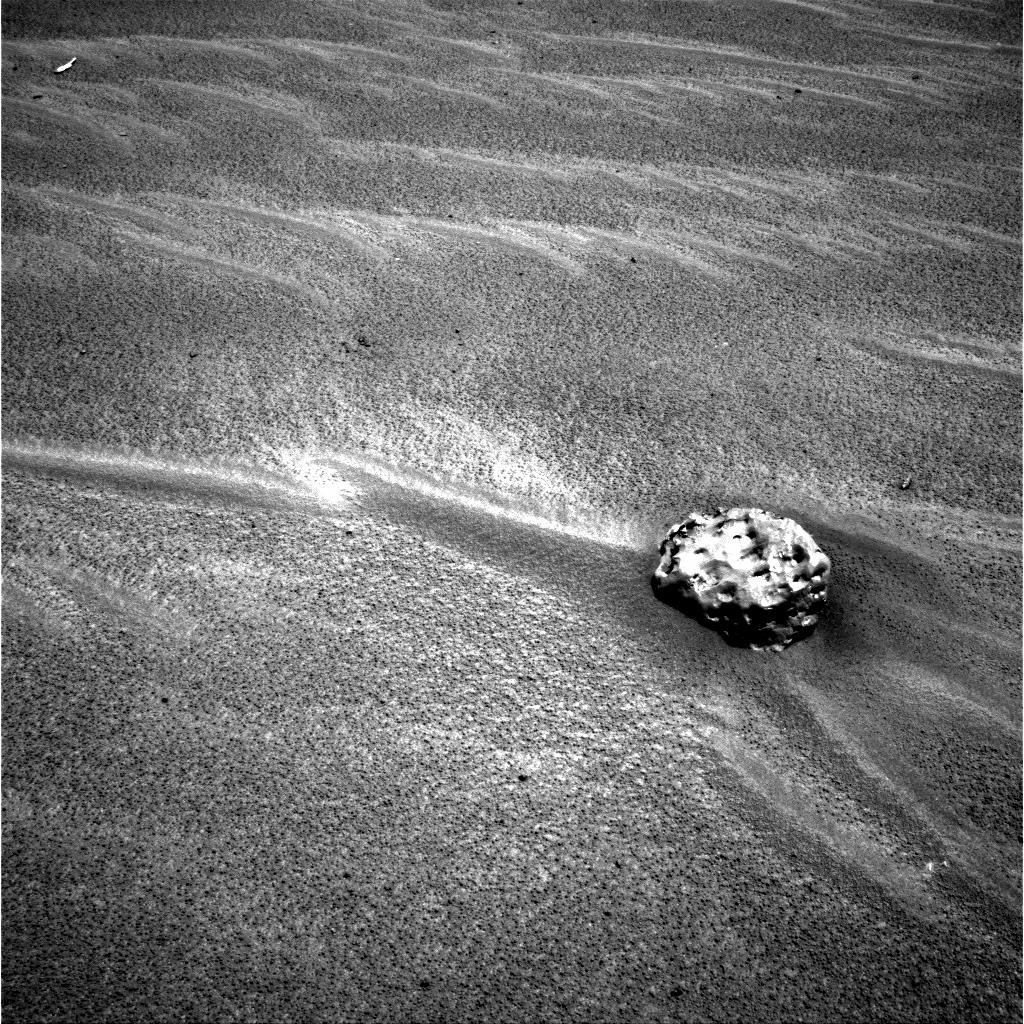
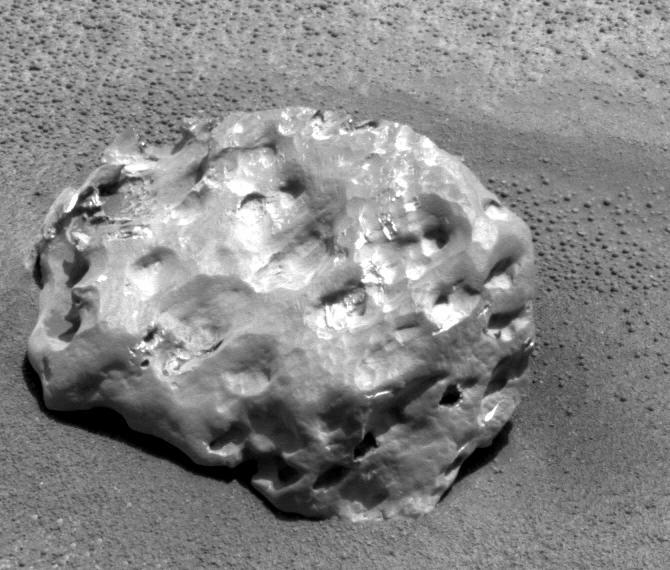
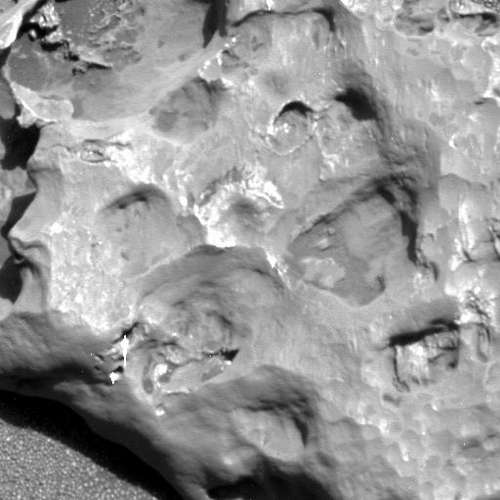
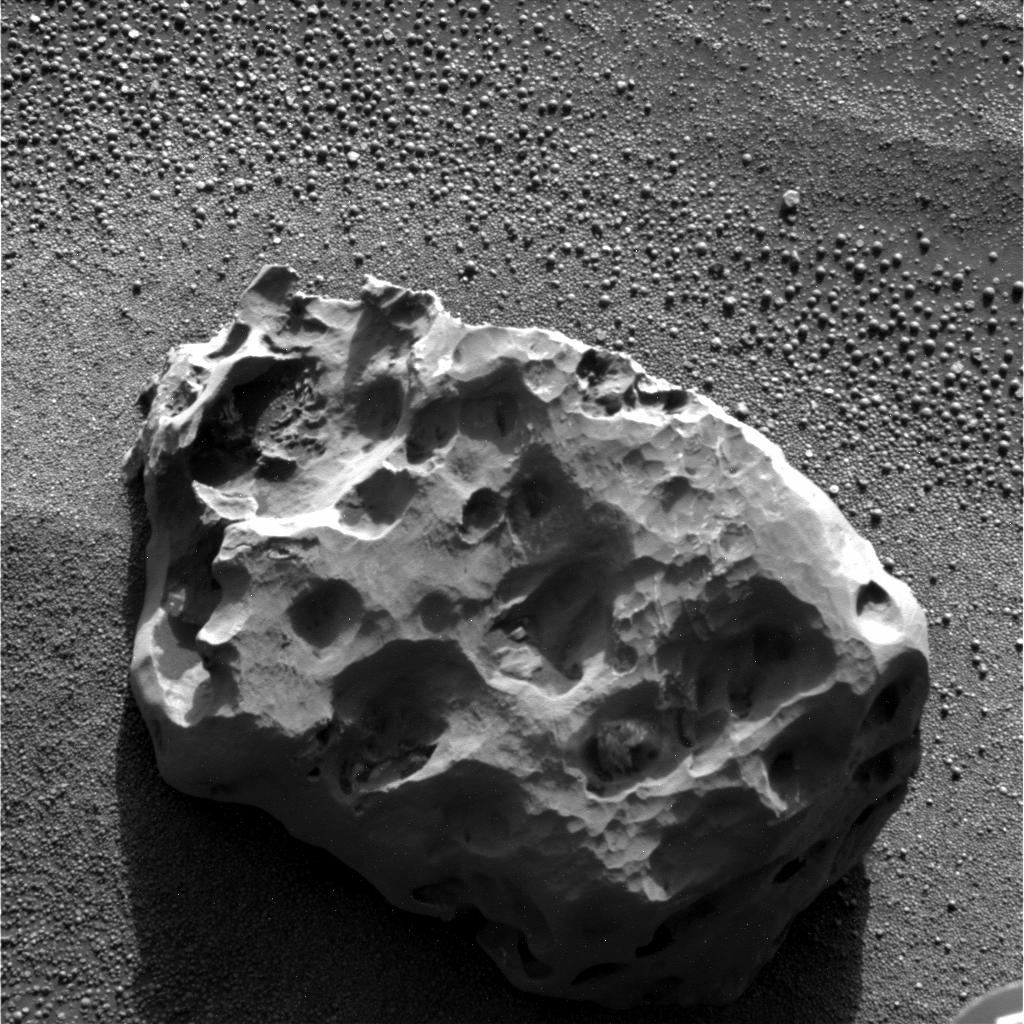
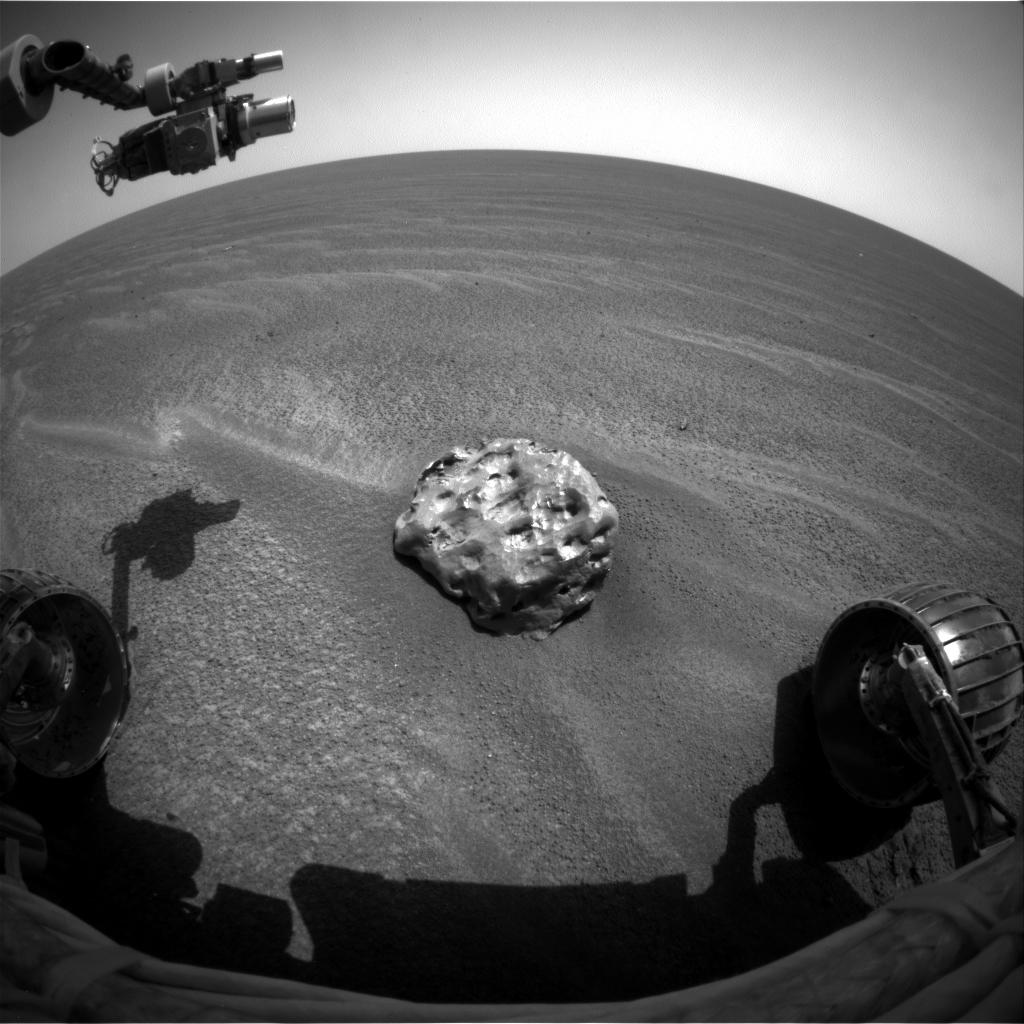
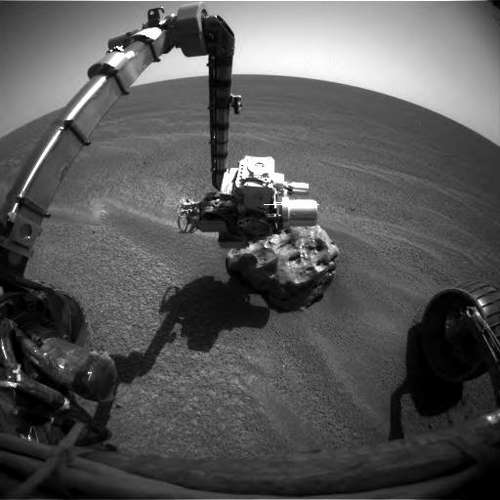